# Morozovszki légibázis
A Morozovszki légibázis (oroszul: Морозовск) katonai repülőtér Oroszország Rosztovi területén, Morozovszktól 3 km-re délnyugatra. A repülőtéren az Orosz Légierő Szu–34-es vadászbombázó repülőgépekkel felszerelt 559. bombázó gárdaezrede állomásozik.

## Története
1993 márciusába települt át Mrozovszkba az addig a kelet-németországi Finsterwaldéban állomásozó, a MiG–27-es vadászbombázó különböző változataival felszerelt 559. vadászbombázó ezred, amelyet 1993-ban 559. bombázóezredre neveztek át és ekkor átfegyverezték Szu–24 vadászbombázókra.
2024. augusztus 3-ra virradó éjszaka az ukrán erők pilóta nélküli repülőgépekkel mértek csapást. morozovszki légibázisra. Az elindított kb. 40 UAV-ból 18 darab ért célba A támadást számos másodlagos robbanás követte. A  légicsapásban megsemmisült a repülőtér légibombák és rakéták tárolására használt lőszerraktára, valamint legalább egy Szu–34-es vadászbombázó repülőgép, valamint találat érte a repülőtér irányítótornyát.